# Ines Diers
Inez Diers (Rochlitz, Német Demokratikus Köztársaság, 1963. november 2. –) kétszeres olimpiai bajnok keletnémet úszónő.

## Életpályája
10 éves korában a helyi sportklubban kezdett úszni, majd a karl-marx-stadti gyermeksportiskolába iratkozott be. Eredetileg hátúszó volt, csak később döntött a gyorsúszás mellett. Az moszkvai olimpián kétszeres bajnoki címet szerzett. Egy évvel később, szintén a gyorsúszás 400 méteres és 4×100 méteres váltószámában szerzett Európa-bajnoki aranyérmet. Pályafutását 1982-ben, alig 19 évesen fejezte be.

## Fordítás
- Ez a szócikk részben vagy egészben a Ines Diers című német Wikipédia-szócikk ezen változatának fordításán alapul.  Az eredeti cikk szerkesztőit annak laptörténete sorolja fel. Ez a jelzés csupán a megfogalmazás eredetét és a szerzői jogokat jelzi, nem szolgál a cikkben szereplő információk forrásmegjelöléseként.
- Ez a szócikk részben vagy egészben a Ines Diers című angol Wikipédia-szócikk ezen változatának fordításán alapul.  Az eredeti cikk szerkesztőit annak laptörténete sorolja fel. Ez a jelzés csupán a megfogalmazás eredetét és a szerzői jogokat jelzi, nem szolgál a cikkben szereplő információk forrásmegjelöléseként.